# Cécil von Renthe-Fink (Diplomat)

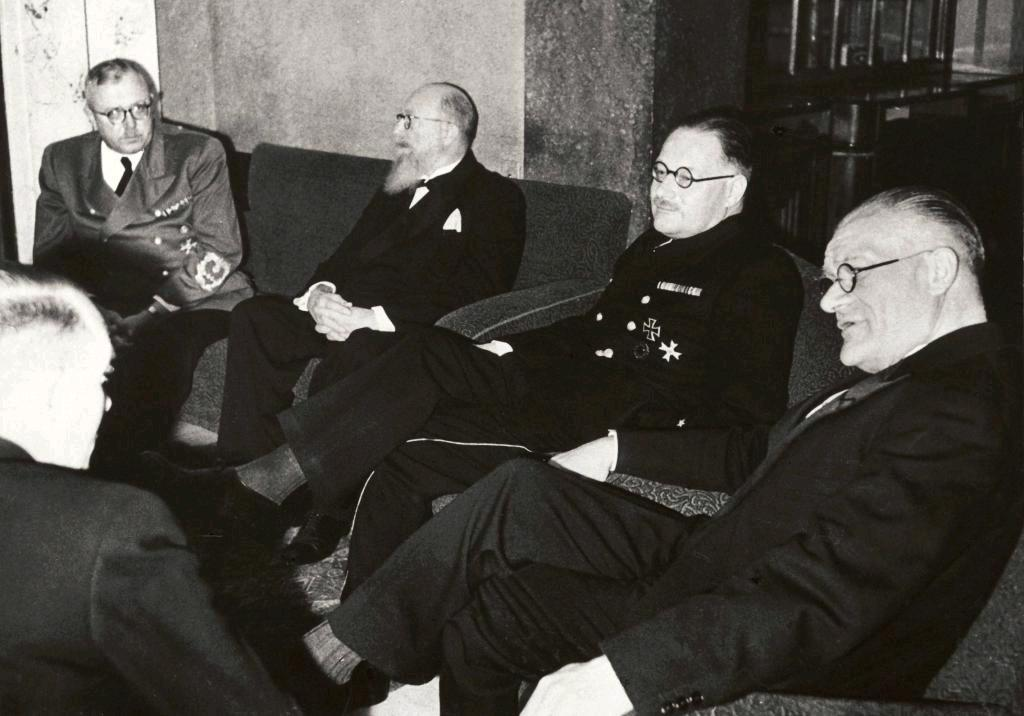
Cecil von Renthe-Fink (2. von rechts) mit Hinrich Lohse, Thorvald Stauning und Peter Knutzen (1941)

Cécil Karl-August Timon Ernst Anton von Renthe-Fink, eigentlich von Renthe genannt Fink (* 27. Januar 1885 in Breslau; † 22. August 1964 in München) war ein deutscher Diplomat, deutscher Gesandter in Kopenhagen, Reichsbevollmächtigter für das besetzte Dänemark und Sonderbeauftragter des Reichsaußenministers.

## Leben
Renthe-Fink entstammte einer Familie aus Anhalt, die mit seinem Urgroßvater, dem anhaltischen Regierungspräsidenten Lebrecht Renthe in Köthen, im Jahr 1820 in den anhaltischen Adelsstand erhoben wurde. Er selbst war der Sohn des gleichnamigen preußischen Generalleutnants Cécil von Renthe-Fink (1845–1909) und der Agnes von Oppeln-Bronikowski (1856–1945).
Nach der Grundschulausbildung besuchte Renthe-Fink die Gymnasien in Posen und Torgau. Das Abitur legte er 1903 an der Klosterschule in Roßlau ab. Unmittelbar danach begann er ein Studium der Rechtswissenschaften und der Volkswirtschaft an den Universitäten in Genf, München und Berlin. Ende 1906 legte er das Referendarexamen ab und leistete von diesem Zeitpunkt an, Teile seiner Militär- und Referenten-Pflichtzeit von 1906 bis 1909 in Tsingtau ab. Zum Abschluss des Studiums reichte er im Jahr 1907 als Rechtsreferendar seine Dissertation zum Thema Die Verkehrsfähigkeit des Kux im Preußischen Bergrecht an der juristischen Fakultät der Universität Jena ein. Unmittelbar daran schloss sich der Pflicht-Militärdienst als Einjährig-Freiwilliger bis Herbst 1908 an. Seit März 1909 war er im großherzoglich sächsischen Justizdienst tätig. Ende 1910 erhielt er die Beförderung zum Leutnant der Reserve. Nach dem erfolgreichen zweiten juristischen Examen 1911 befand er sich auf einem längeren Auslandsaufenthalt zur Festigung der eigenen Sprachbefähigung.

## Im Auswärtigen Amt
Mitte 1913 trat Renthe-Fink in den Dienst des Auswärtigen Amtes ein. Hier begann er die diplomatische Laufbahn. Sein erster Auslandseinsatz erfolgte 1913 an der deutschen Gesandtschaft in Konstantinopel als Attaché. Von hier wechselte er noch im gleichen Jahr an die Gesandtschaft nach Budapest. Durch den Ausbruch des Ersten Weltkriegs wurde er Anfang August 1914 mobilisiert und leistete als Oberleutnant der Reserve bis Juni 1916 Militärdienst. Noch während dieser Zeit erhielt er im Sommer 1915 die Ernennung zum Legationssekretär. Mit seiner anschließenden Rückkehr ins Auswärtige Amt im Juni 1916 kam er an der deutschen Gesandtschaft in Bern zum Einsatz. Hier erreichte ihn Ende 1919 ein Ruf ins Auswärtige Amt nach Berlin. Nach seinem Dienstantritt dort Anfang 1920 wurde er ein Jahr später Legationsrat.
Ein erneuter Auslandseinsatz begann für Renthe-Fink Anfang 1922 an der deutschen Botschaft in Paris. Dort wurde er auch 1923 zum Gesandtschaftsrat 1. Klasse ernannt. Nach einer kurzen kommissarische Beschäftigung 1923 im Auswärtigen Amt wurde er zum Sommer in den einstweiligen Ruhestand geschickt. Von 1924 bis 1926 war er Mitglied der Deutschen Volkspartei und fast zeitgleich von 1924 und 1927 wurde er zur Internationalen Elbekommission abgestellt. Dort erhielt er 1926 die Ernennung zum Legationsrat I. Klasse und wenige Monate später zum Vortragenden Legationsrat. Dann wechselte er bis Oktober 1933 als Mitglied der Politischen Abteilung des Völkerbundsekretariats nach Genf. Mit dem deutschen Austritt aus dieser internationalen Organisation wurde Renthe-Fink ab November 1933 im Auswärtigen Amt als Stellvertreter des Abteilungsleiters II (West- und Südosteuropa) eingesetzt. Relativ unbeschadet für seine Berufsentwicklung überstand er den politischen Machtwechsel 1933 und die bis 1935 vollzogenen Schritte der Machtfestigung durch die NSDAP. Auch die, vor dem Auswärtigen Amt nicht Halt machenden Eingriffe in gewachsene und personelle Strukturen durch die neuen Machthaber, überstand er in seinem neuen Verantwortungsbereich ohne größere Irritationen. Zu dem ihm vertrauten Kreis an erfahrenen Diplomaten, die zu dieser Zeit noch der Auffassung waren, dass sich das NS-Regime schnell überleben würde, gehörten vor allem die Staatssekretäre Carl von Schubert, Ernst von Weizsäcker und Bernhard von Bülow. Letzterer war es auch, der Renthe-Fink für seinen nächsten Einsatz nach Dänemark empfohlen hatte.

## Einsatz in Dänemark
Im Juni 1936 wurde Renthe-Fink-Fink zum deutschen Gesandten in Dänemark ernannt und trat einen Monat später das Amt in Kopenhagen an. Hier löste er Herbert von Richthofen ab. Auf Grund seiner sehr verbindlichen Art, der langjährigen diplomatischen Erfahrungen, aber auch durch sein Gespür für wirtschaftliche Themen gelang es ihm, in Dänemark schnell Fuß zu fassen. Was er aber in seinem Zuständigkeitsbereich nicht vermochte, die immer offensiver werdenden Eingriffe nationalsozialistischer Politiker in die bestehenden diplomatischen Strukturen, aber auch die Außenpolitik selbst und den sich immer weiter ausbreitende Drang zur nachrichtendienstlichen und polizeilichen Unterwanderung der bestehenden Institutionen, zu verhindern. Bereits zu diesem Zeitpunkt entwickelte sich das Nachbarland Dänemark zunehmend zu einer informellen Basis zukünftiger nationalsozialistischer Eroberungs- und Verfolgungspolitik, hier vor allem der exilsuchenden deutschen Regimegegner. So wurden an der Gesandtschaft in Kopenhagen ab 1936 als Diplomaten getarnte Polizei- und Sicherheitsoffiziere installiert und mit Wissen des Geschäftsträgers, im Land Scheinfirmen, besetzt mit Offizieren der Abwehr und des Sicherheitsdienstes der NSDAP, zur nachrichtendienstlichen Ausforschung installiert. Unter ihnen der Kriminalrat Hans Hermannsen (1891–1952), der als Attaché getarnt, die ins Exil nach Dänemark gegangenen Kommunisten sowie Sozialdemokraten aufspüren sollte und dabei gezielt die dänische Sozialdemokratie mit nachrichtendienstlichen Mitteln unterwanderte. Eine ähnliche Rolle im Team der Gesandtschaft nahm ab 1939 der als Presseattaché getarnte Gustav Meissner ein. Renthe-Fink beantragte am 1. Juli 1938 die Aufnahme in die NSDAP und wurde zum 1. August 1939 aufgenommen (Mitgliedsnummer 7.054.886), wodurch er gemäß dem so genannten Heß-Erlass 78/38 gezwungen war, aus dem Johanniterorden auszutreten. Diesem gehörte er bereits seit 1914 als Ehrenritter an.
In die Vorbereitungen des deutschen Überfalls auf Dänemark war Renthe-Fink und damit in die im Zusammenhang stehenden militärische Schritte des „Unternehmens Weserübung“ pauschal eingeweiht. Über die detaillierten Abläufe zur Anlandung deutscher Truppen auf dänischem Territorium und darin eingebettet seinen Part wurde er am 8. April 1940 in den späten Abendstunden bis 23.00 Uhr eingewiesen. Das erfolgte durch den Stabsoffizier, General Kurt Himer, den Beauftragten des Reichsaußenministers, Joachim von Ribbentrop, Oskar Hermann Artur Schlitter, im Beisein des amtierenden Luftattachés Jens Peter Petersen auf der deutschen Gesandtschaft in Kopenhagen. Dabei wurde Renthe-Fink auch das „Deutsche Memorandum“ noch in einem geschlossenen Umschlag übergeben, dass er den Vertretern der dänischen Regierung am nächsten Tag zu verlesen hatte. Das war fester Bestandteil der vom Deutschen Reich geplanten Okkupationsstrategie. In dem Memorandum wurde die dänische Regierung aufgefordert, sofort jegliche Kampfhandlung einzustellen. Am Schluss des Dokumentes war festgehalten, „dass Deutschland nicht die Absicht hat, durch ihre Maßnahmen  die territoriale Integrität und politische Unabhängigkeit des Königreiches Dänemark jetzt oder in Zukunft anzutasten“. Die ihm in diesem Zusammenhang mitgeteilte Logistik bestand darin, dass Renthe-Fink fast zeitgleich mit der ohne Kriegserklärung erfolgten Besetzung des dänischen Territoriums, am 9. April nicht vor 5.00 Uhr, per Telefon den dänischen Außenminister, Peter Rochegune Munch dringend um eine Unterredung zu bitten hatte. Das erfolgte auch pünktlich im Beisein aller anwesenden Personen mit anschließender Verlesung des Memorandums ab 5.20 Uhr im dänischen Außenministerium. Zu diesem Zeitpunkt war es bereits 2 Stunden vorher zu konkreten Kampfhandlungen zwischen dänischen und deutschen Streitkräften gekommen. Dänemark war erklärtermaßen zu diesem Zeitpunkt ein neutrales Land, hatte mit Deutschland einen Nichtangriffsvertrag abgeschlossen und der deutsche Überfall erfolgte ohne vorherige Kriegserklärung. Nach der Verlesung des Memorandums legte Außenminister Munch offiziell Protest gegen diese Handlungsweise ein, nahm das Schreiben entgegen und zog sich damit zur Beratung mit dem dänischen Parlament und dem Königshaus zurück.
In dem noch am gleichen Tag durch das Deutsche Reich errichteten Besatzungsregime in Dänemark übernahm Renthe-Fink das Amt des „Bevollmächtigten des Deutschen Reiches“. Damit wechselte er von der Position eines Diplomaten in ein staatspolitisches Amt, als Vertreter Deutschlands im besetzten Dänemark. Dem eilig geschaffenen Stab zur Erfüllung der Besatzeraufgaben wurde für Wirtschaftsfragen Ministerialrat Walter Ebner (* 1882), für außenpolitische Fragen Legationsrat Andor Hencke, für die NS-Propaganda und die Zensur der Dänischen Presse der Presseattache Gustav Meissner sowie für Sicherheitsfragen SS-Oberführer Paul Kanstein zugeordnet. Dieser war als Vertreter des Sicherheitsdienstes der NSDAP Heinrich Himmler direkt unterstellt. Ihm gegenüber hatte Renthe-Fink auch kein Weisungsrecht. Bereits wenige Tage nach Einrichtung dieses Arbeitsstabes der deutschen Besatzungsmacht begannen, hauptsächlich durch Meissner organisiert, intensive Schritte zur Förderung der dänischen nationalsozialistischen Organisationen. Das betraf vor allem die Dänischen Nationalsozialistische Arbeiterpartei (DNSAP), die rechtsgerichteten Gruppierungen um den Hofjägermeister Jörgen Sehstedt und weiterer, der NS-Bewegung nahestehender Kreise. Entsprechende Finanzierungen betrugen allein im Jahr 1940 ca. 800.000 dkr. Ziel dieses Vorgehens war dabei, die rechtmäßig bestehende dänische Regierung auszuschalten und diese Kreise an die politische Macht zu bringen. Dazu wurde im Sommer 1940, initiiert durch die deutsche Seite, eine direkte Anfrage an den dänischen König Christian X. gerichtet, der jedoch ein solches Ansinnen strikt ablehnte. Ungeachtet dessen wurde weiter an der Ausarbeitung eines Regierungsprogramms für die Machtübernahme und der Organisation einer massiven Propagandaaktivität zur Umsetzung dieser Ziele mit und für diese Gruppierungen gearbeitet.
Auch wenn Renthe-Fink anfangs diese Aktivitäten noch mit Verweis auf die im deutschen Memorandum vom 9. April 1940 erfolgte Bekundung bremste, schwenkte er als Reichsbeauftragter spätestens im September 1940 vollständig auf die Linie ein, die Machtergreifung der DNSAP mit seinem Stab zu unterstützen. Auf Initiative von Meissner wurden Ministerlisten und ein Sofortprogramm für den Fall der Machtübernahme ausgearbeitet. Am 30. September 1940 legte der Chef der DNSAP, in einer vom Reichsbeauftragten organisierten Beratung ein Grundsatzdokument zur Errichtung eines „nationalen Kabinetts“ in Dänemark vor. An dieser Beratung nahmen sowohl Meissner, der Stellvertreter Renthe-Fink, SS-Oberführer Paul Kanstein, SS-Obersturmführer Hans-Gustaf Pahl (* 1911), der Leiter des Sicherheitsdienstes (SD) für Dänemark teil. Die Anwesenden stimmten einem solchen Vorgehen zu und sahen noch weiteren dringenden Unterstützungsbedarf. Sofort wurde im Stab des Reichsbeauftragten ein Wiederaufbauprogramm der DNSAP, nach dem Vorbild der NSDAP, entworfen. Danach flossen weitere 540.000 dkr. über Meissner zur Unterstützung der NS-Presse und Vorbereitung einer weiteren Propagandakampagne zur Beeinflussung der Bevölkerung in diesem Sinne nach Dänemark. Ende November 1940 richtete Renthe-Fink in seinem Besatzerstab ein „Sonderreferat DNSAP“ ein, dessen Leitung Meissner übertragen bekam. Spätestens mit diesem Schritt hatte das Deutsche Reich seine Zusicherung aus dem Memorandum vom 9. April 1940, die politische Unabhängigkeit Dänemarks nicht anzutasten, gebrochen.
Im September 1942 wurde Renthe-Fink-Fink durch Werner Best in der Position als Reichsbeauftragter abgelöst. Hauptgrund dafür war sein zögerliches und für Adolf Hitler und Heinrich Himmler wenig „Staatsinteressen“ durchsetzendes Verhalten im Amt. Sein Nachfolger SS-Gruppenführer Best sollte eine härtere Linie vertreten.

## Als Sonderbeauftragter
1943 wurde Renthe-Fink Diplomatischer Sonderbeauftragter bei Marschall Pétain beim Vichy-Regime, den er noch nach Sigmaringen begleitete, wohin die Pétain-Regierung im September 1944 nach der alliierten Invasion Frankreichs flüchtete.
Mit Außenminister Joachim von Ribbentrop wurde nun die Schaffung eines europäischen Staatenbundes vorgeschlagen, wobei unter anderem eine gemeinsame deutsche Währung, eine Zentralbank in Berlin, das Prinzip des Regionalismus sowie wirtschaftliche und Handelsvereinbarungen vorgesehen waren. Hierzu notierte Renthe-Fink am 9. September 1943:

„Wenn wir jetzt den Gedanken einer staatenbundlichen Lösung, beruhend auf freiwilliger Zusammenarbeit selbständiger Nationen, aufnehmen würden, so würde bestimmt das Vertrauen der europäischen Völker in unsere Politik gefestigt und ihre Bereitwilligkeit erhöht werden, unserer Führung zu folgen und für unseren Sieg zu schaffen.“

Über seine Entnazifizierung ist nichts bekannt.

## Familie
Renthe-Fink heiratete am 17. Juli 1919 in Oberhofen am Thunersee, Schweiz Christa Gräfin Vitzthum von Eckstädt (1897–1988). Das Ehepaar hatte die drei Töchter Agnes-Elisabeth (* 1920), Christa (* 1928), Cornelia (* 1932) sowie die Söhne Timon (* 1923) und Cecil (* 1924), die beide während des Zweiten Weltkriegs fielen.

## Publikationen
- Die Verkehrsfähigkeit des Kux im Preußischen Bergrecht. Verlag A. Kämpfe, Jena 1907, eingereicht an der Universität Jena.
- Notiz für Herrn Reichsaußenminister (Ribbentrop) 16. November 1943; R-F: „Notiz betreffend die Gründung eines europäischen Staatenbundes“ (aus den Akten der Nürnberger Prozesse.) der Text trägt das Datum 22. August 1943.